# 인촨시
인촨시(중국어: 银川, 병음: Yínchuān) 또는 은천시은 중국 닝샤 후이족 자치구에 위치하는 지급시이자, 수부(首府)이다. 시구는 신성과 구성에 나뉘며, 신성은 공업 지구이고, 구성은 역사 유적이 많아, 국가역사문화명성으로 지정되어 있다.

## 역사
춘추전국시대에는 진나라에 속하였으며, 진대 이후 북지군(北地郡)에 속했다. 5호 16국 시대에는 혁련발발(赫連勃勃)이 자립해 하나라를 건국했다. 북위 이후는 영주(霊州)의 땅이 되었다. 당대에 이르러 황하의 물을 이용한 관개 농업이 보급되어 건조 지대에 위치하면서도 농업이 번성했다. 송대에는 회원진이 설치되었지만, 곧 서하에 점령되어 그 왕도, 흥경(興慶)이 되었다. 원나라 때에 영하총관부가 놓였고 후에 간쑤행성에 속했다. 명청 시대에는 영하부가 설치되었다.
근대에는 간쑤성 성도 란저우와 내몽골 자치구의 바오터우를 연결하는 바오란 철로의 개통으로 크게 번영했다. 1947년, 그때까지 내려온 흥경이라는 이름을 개명하여 은천이라고 개칭하였다.

## 지리
인촨 시는 황하 상류의 닝샤 평원 중부에 위치한다. 동쪽으로는 황하와 만리장성의 경계에 있고, 내몽골과 접경하며, 서쪽은 허란산맥, 남쪽은 우중시와 북쪽으로 스쭈이산시와 접한다. 인촨 시의 지형은 산지와 평원이 대부분이며, 서쪽과 남쪽이 높고 북쪽과 동쪽이 낮아진다. 평균 해발은 1,010~1,150m 정도이며, 온대 대륙성 기후를 가지고 있어서, 연평균 기온 10°C, 일교차는 12~15°C정도이며, 연평균 일조 시간은 2,800~3,000시간 정도로 전국에서도 가장 많은 편이다. 연평균 강수량은 200mm 정도로 적은 편이며, 사계가 뚜렷하고 겨울은 길며 추운 편이며, 여름은 짧고 더운 편이다.
| 인촨시의 기후                                                 | 인촨시의 기후 | 인촨시의 기후 | 인촨시의 기후 | 인촨시의 기후 | 인촨시의 기후 | 인촨시의 기후 | 인촨시의 기후 | 인촨시의 기후 | 인촨시의 기후 | 인촨시의 기후 | 인촨시의 기후 | 인촨시의 기후 | 인촨시의 기후 |
| 월                                                            | 1월           | 2월           | 3월           | 4월           | 5월           | 6월           | 7월           | 8월           | 9월           | 10월          | 11월          | 12월          | 연간          |
| ------------------------------------------------------------- | ------------- | ------------- | ------------- | ------------- | ------------- | ------------- | ------------- | ------------- | ------------- | ------------- | ------------- | ------------- | ------------- |
| 역대 최고 기온 °C (°F)                                        | 16.7 (62.1)   | 19.4 (66.9)   | 26.7 (80.1)   | 35.1 (95.2)   | 36.5 (97.7)   | 37.0 (98.6)   | 39.3 (102.7)  | 37.8 (100.0)  | 35.7 (96.3)   | 27.7 (81.9)   | 24.0 (75.2)   | 15.9 (60.6)   | 39.3 (102.7)  |
| 일평균 최고 기온 °C (°F)                                      | −0.2 (31.6)   | 5.1 (41.2)    | 12.3 (54.1)   | 20.1 (68.2)   | 25.0 (77.0)   | 29.0 (84.2)   | 30.6 (87.1)   | 28.6 (83.5)   | 23.8 (74.8)   | 17.4 (63.3)   | 8.6 (47.5)    | 1.1 (34.0)    | 16.8 (62.2)   |
| 일일 평균 기온 °C (°F)                                        | −6.8 (19.8)   | −2.1 (28.2)   | 5.2 (41.4)    | 12.8 (55.0)   | 18.2 (64.8)   | 22.7 (72.9)   | 24.4 (75.9)   | 22.5 (72.5)   | 17.1 (62.8)   | 10.0 (50.0)   | 2.2 (36.0)    | −4.9 (23.2)   | 10.1 (50.2)   |
| 일평균 최저 기온 °C (°F)                                      | −12.1 (10.2)  | −8.0 (17.6)   | −0.9 (30.4)   | 5.9 (42.6)    | 11.3 (52.3)   | 16.2 (61.2)   | 18.6 (65.5)   | 17.0 (62.6)   | 11.6 (52.9)   | 4.2 (39.6)    | −2.5 (27.5)   | −9.5 (14.9)   | 4.3 (39.8)    |
| 역대 최저 기온 °C (°F)                                        | −30.6 (−23.1) | −25.4 (−13.7) | −19.3 (−2.7)  | −11.7 (10.9)  | −3.8 (25.2)   | 3.9 (39.0)    | 11.1 (52.0)   | 6.8 (44.2)    | −3.3 (26.1)   | −9.0 (15.8)   | −15.8 (3.6)   | −29.3 (−20.7) | −30.6 (−23.1) |
| 평균 강수량 mm (인치)                                         | 1.3 (0.05)    | 2.0 (0.08)    | 5.3 (0.21)    | 9.2 (0.36)    | 21.0 (0.83)   | 27.9 (1.10)   | 41.9 (1.65)   | 41.3 (1.63)   | 27.5 (1.08)   | 11.1 (0.44)   | 4.3 (0.17)    | 1.0 (0.04)    | 193.8 (7.64)  |
| 평균 강수일수 (≥ 0.1 mm)                                      | 1.8           | 1.2           | 2.0           | 2.9           | 4.4           | 5.5           | 7.2           | 7.7           | 6.6           | 3.4           | 1.6           | 1.0           | 45.3          |
| 평균 강설일수                                                 | 2.9           | 2.0           | 1.3           | 0.4           | 0             | 0             | 0             | 0             | 0             | 0.4           | 1.6           | 1.5           | 10.1          |
| 평균 상대 습도 (%)                                            | 54            | 45            | 40            | 37            | 42            | 49            | 58            | 63            | 64            | 58            | 59            | 56            | 52            |
| 평균 월간 일조시간                                            | 177.9         | 190.5         | 228.6         | 251.3         | 282.8         | 280.6         | 276.8         | 252.6         | 220.2         | 228.0         | 193.0         | 178.8         | 2,761.1       |
| 가능 일조율                                                   | 58            | 62            | 61            | 63            | 64            | 63            | 62            | 61            | 60            | 67            | 65            | 61            | 62            |
| 출처: 중국기상국 (평년값: 1991년~2020년, 극값: 1951년~2010년) |               |               |               |               |               |               |               |               |               |               |               |               |               |

## 인구
총인구는 2007년을 기준으로 1,487,934명이며 후이족, 몽골족, 만족, 조선족 등 25개의 소수민족이 인촨시에 거주하고 있다. 시내에는 총인구의 28.37%가 거주하며 그 중 후이족이 26.89%를 차지하는 약 40만명에 이른다.

## 행정구역
인촨 시는 3개의 시할구와 1개의 현급시 및 두 개의 현으로 구성되며 그 밑에 23개 가도, 21개 진, 6개 향으로 구성된다
| 인촨 시 현급구역 | #      | 이름   | 간자 |
| ---------------- | ------ | ------ | ---- |
|                  |        |        |      |
| 시할구           |        |        |      |
| 1                | 싱칭구 | 兴庆区 |      |
| 2                | 진펑구 | 金凤区 |      |
| 3                | 시샤구 | 西夏区 |      |
| 현급시           |        |        |      |
| 6                | 링우시 | 灵武市 |      |
| 현               |        |        |      |
| 7                | 융닝현 | 永宁县 |      |
| 8                | 허란현 | 贺兰县 |      |

## 경제
2008년 도시의 1인당 GDP는 31,436위안(4,602달러)으로 659개의 중국 도시 중 197위를 차지했다. 주요 산업은 구기자나무, 밀, 사과, 쌀 생산이다.

## 관광

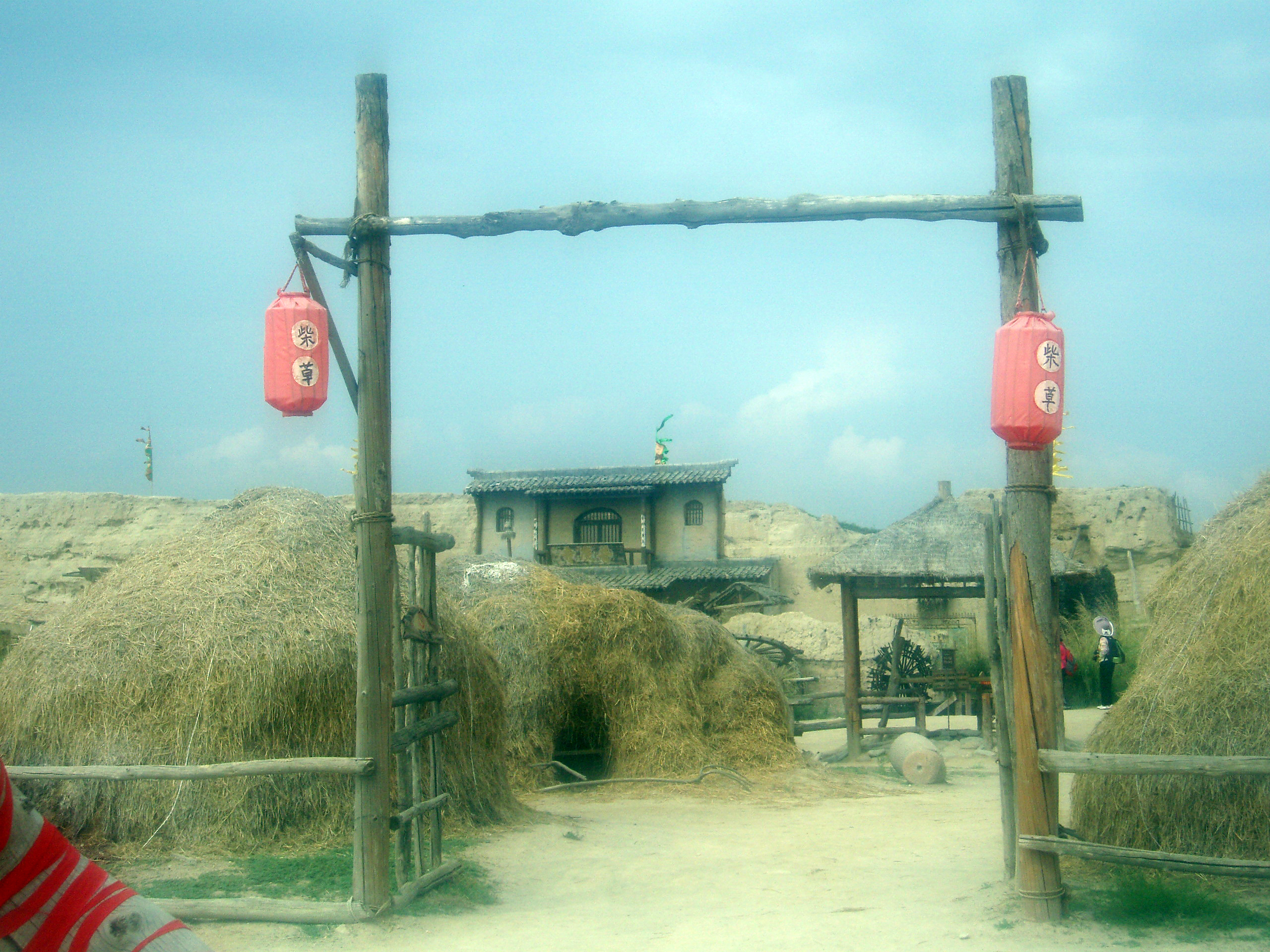
영화 세트장이 있는 서부전영성

- 사호(沙湖)
- 서하왕릉(국가중점문물보호단위)
- 인촨 고루(银川鼓楼)
- 서부전영성(西部电影城)

## 교통
- 인촨 허둥 공항
- 인촨역